# 8548 Sumizihara
A 8548 Sumizihara (ideiglenes jelöléssel 1994 ER3) a Naprendszer kisbolygóövében található aszteroida. Endate Kin és Vatanabe Kazuró fedezte fel 1994. március 14-én.